# Агостінью Філью Фортес
Агостінью Філью Фортес, відомий як Фортес (порт. Agostinho Fortes Filho; 9 вересня 1901, Ріо-де-Жанейро, Бразилія — 2 травня 1966, там само) — бразильський футболіст, що грав на позиції півзахисника, зокрема, за клуби «Палестра-Італія» та «Флуміненсе», а також національну збірну Бразилії.
Чотириразовий переможець Ліги Каріока. У складі збірної — дворазовий переможець чемпіонату Південної Америки. 

## Клубна кар'єра
Протягом 1917—1919 років захищав кольори команди клубу «Флуміненсе».
Своєю грою за останню команду привернув увагу представників тренерського штабу клубу «Палестра-Італія», до складу якого приєднався 1919 року. Відіграв за команду з Сан-Паулу наступні чотири сезони своєї ігрової кар'єри.
1923 року повернувся до клубу «Флуміненсе», за який відіграв 7 сезонів.  Більшість часу, проведеного у складі «Флуміненсе», був основним гравцем команди. Узяв участь у 230 іграх за Флуміненсе, забивши 16 голів. Завершив професійну кар'єру футболіста виступами за команду «Флуміненсе» у 1930 році.
Помер 2 травня 1966 року на 65-му році життя в Ріо-де-Жанейро.
| Дата            | Місто          | Господарі | Результат | Гості     | Турнір                                   | Голи | Примітки |
| --------------- | -------------- | --------- | --------- | --------- | ---------------------------------------- | ---- | -------- |
| 18 травня 1919  | Ріо-де-Жанейро | Бразилія  | 3 – 1     | Аргентина | Чемпіонат Південної Америки 1919         | -    |          |
| 25 травня 1919  | Ріо-де-Жанейро | Бразилія  | 2 – 2     | Уругвай   | Чемпіонат Південної Америки 1919         | -    |          |
| 29 травня 1919  | Ріо-де-Жанейро | Уругвай   | 0 – 1     | Бразилія  | Чемпіонат Південної Америки 1919 (фінал) | -    |          |
| 11 вересня 1920 | Вінья-дель-Мар | Бразилія  | 1 – 0     | Чилі      | Чемпіонат Південної Америки 1920         | -    |          |
| 18 вересня 1920 | Вінья-дель-Мар | Уругвай   | 6 – 0     | Бразилія  | Чемпіонат Південної Америки 1920         | -    |          |
| 25 вересня 1920 | Вінья-дель-Мар | Аргентина | 2 – 0     | Бразилія  | Чемпіонат Південної Америки 1920         | -    |          |
| 17 вересня 1922 | Ріо-де-Жанейро | Бразилія  | 1 – 1     | Чилі      | Чемпіонат Південної Америки 1922         | -    |          |
| 24 вересня 1922 | Ріо-де-Жанейро | Бразилія  | 1 – 1     | Парагвай  | Чемпіонат Південної Америки 1922         | -    |          |
| 1 жовтня 1922   | Ріо-де-Жанейро | Бразилія  | 0 – 0     | Уругвай   | Чемпіонат Південної Америки 1922         | -    |          |
| 15 жовтня 1922  | Ріо-де-Жанейро | Бразилія  | 2 – 0     | Аргентина | Чемпіонат Південної Америки 1922         | -    |          |
| 22 жовтня 1922  | Ріо-де-Жанейро | Бразилія  | 3 – 0     | Парагвай  | Чемпіонат Південної Америки 1922 (фінал) | -    |          |
| 6 грудня 1925   | Буенос-Айрес   | Парагвай  | 2 – 5     | Бразилія  | Чемпіонат Південної Америки 1925         | -    |          |
| 13 грудня 1925  | Буенос-Айрес   | Аргентина | 4 – 1     | Бразилія  | Чемпіонат Південної Америки 1925         | -    |          |
| Усього          |                | Матчів    | 3         |           | Голів                                    | 0    |          |

## Титули і досягнення
- Переможець Ліги Каріока (4):

«Флуміненсе»: 1917, 1918, 1919, 1924
- Переможець чемпіонату Південної Америки (2): 1919, 1922
- Срібний призер Чемпіонату Південної Америки: 1925
- Бронзовий призер Чемпіонату Південної Америки: 1920